# James McAtee
James McAtee (Salford, 18 de octubre de 2002) es un futbolista británico que juega en la demarcación de centrocampista para el Nottingham Forest F. C. de la Premier League.

## Trayectoria
Empezó a formarse como futbolista en la cantera del Manchester City. Después de ocho temporadas en las categorías inferiores del club, finalmente debutó con el primer equipo el 21 de septiembre de 2021 en un encuentro de la Copa de la Liga contra el Wycombe Wanderers F. C., partido que finalizó con un marcador de 6-1 tras el gol de Brandon Hanlan para el Wycombe Wanderers, y de Kevin De Bruyne, Phil Foden, Ferran Torres, Cole Palmer y un doblete de Riyad Mahrez para el Manchester City. Su debut en la Premier League se produjo el 21 de noviembre de 2021 contra el Everton F. C. Esa misma temporada también jugó en la Liga de Campeones de la UEFA ante el Sporting C. P.
El 4 de agosto de 2022 fue cedido al Sheffield United F. C. para toda la campaña. Consiguió nueve goles y ayudó al equipo a lograr el ascenso a la Premier League. En su regreso al Manchester City participó en el primer partido de la Premier League 2023-24 antes de volver a Sheffield el 1 de septiembre en una nueva cesión.
En la temporada 2024-25 se quedó en Mánchester y consiguió sus primeros goles en la Premier League y la Liga de Campeones de la UEFA, así como el primer triplete de su carrera en un encuentro de la FA Cup. Se marchó definitivamente en agosto de 2025 después de ser traspasado al Nottingham Forest F. C. y firmar por cinco años.

## Estadísticas

### Clubes
Actualizado al último partido disputado el 19 de febrero de 2025.
| Club                              | Div.          | Temporada     | Liga  | Liga  | Liga   | Copas nacionales | Copas nacionales | Copas nacionales | Copas internacionales | Copas internacionales | Copas internacionales | Total | Total | Total  |
| Club                              | Div.          | Temporada     | Part. | Goles | Asist. | Part.            | Goles            | Asist.           | Part.                 | Goles                 | Asist.                | Part. | Goles | Asist. |
| --------------------------------- | ------------- | ------------- | ----- | ----- | ------ | ---------------- | ---------------- | ---------------- | --------------------- | --------------------- | --------------------- | ----- | ----- | ------ |
| Manchester City F. C. Inglaterra  | 1.ª           | 2021-22       | 2     | 0     | 0      | 3                | 0                | 0                | 1                     | 0                     | 0                     | 6     | 0     | 0      |
| Sheffield United F. C. Inglaterra | 2.ª           | 2022-23       | 37    | 9     | 3      | 6                | 0                | 2                | —                     | —                     | —                     | 43    | 9     | 5      |
| Manchester City F. C. Inglaterra  | 1.ª           | 2023-24       | 1     | 0     | 0      | 0                | 0                | 0                | 0                     | 0                     | 0                     | 1     | 0     | 0      |
| Sheffield United F. C. Inglaterra | 1.ª           | 2023-24       | 30    | 3     | 3      | 2                | 2                | 1                | —                     | —                     | —                     | 32    | 5     | 4      |
| Sheffield United F. C. Inglaterra | Total club    | Total club    | 67    | 12    | 6      | 8                | 2                | 3                | 0                     | 0                     | 0                     | 75    | 14    | 9      |
| Manchester City F. C. Inglaterra  | 1.ª           | 2024-25       | 9     | 3     | 0      | 5                | 3                | 0                | 5                     | 1                     | 0                     | 18    | 7     | 0      |
| Manchester City F. C. Inglaterra  | Total club    | Total club    | 12    | 2     | 0      | 8                | 3                | 0                | 6                     | 1                     | 0                     | 26    | 7     | 0      |
| Total carrera                     | Total carrera | Total carrera | 79    | 14    | 6      | 16               | 5                | 3                | 6                     | 1                     | 0                     | 101   | 21    | 9      |

### Hat-tricks
| 1 | 3 de noviembre de 2021 | Manchester City Academy, Mánchester | Manchester City U-19 - Club Brujas U-19 |  | 3 - 5 | Liga Juvenil de la UEFA 2021-22 |
| 2 | 11 de enero de 2025    | Etihad Stadium, Mánchester          | Manchester City - Salford City FC       |  | 8 - 0 | FA Cup 2024-25                  |

## Palmarés

### Títulos nacionales
| Título           | Club                  | País       | Año  |
| ---------------- | --------------------- | ---------- | ---- |
| Community Shield | Manchester City F. C. | Inglaterra | 2024 |

### Títulos internacionales
| Título          | Equipo            | Sede       | Año  |
| --------------- | ----------------- | ---------- | ---- |
| Eurocopa Sub-21 | Inglaterra sub-21 | Eslovaquia | 2025 |